# Monnières (Jura)
Monnières is een gemeente in het Franse departement Jura (regio Bourgogne-Franche-Comté) en telt 458 inwoners (2005). De plaats maakt deel uit van het arrondissement Dole.

## Geografie
De oppervlakte van Monnières bedraagt 2,1 km², de bevolkingsdichtheid is 218,1 inwoners per km².

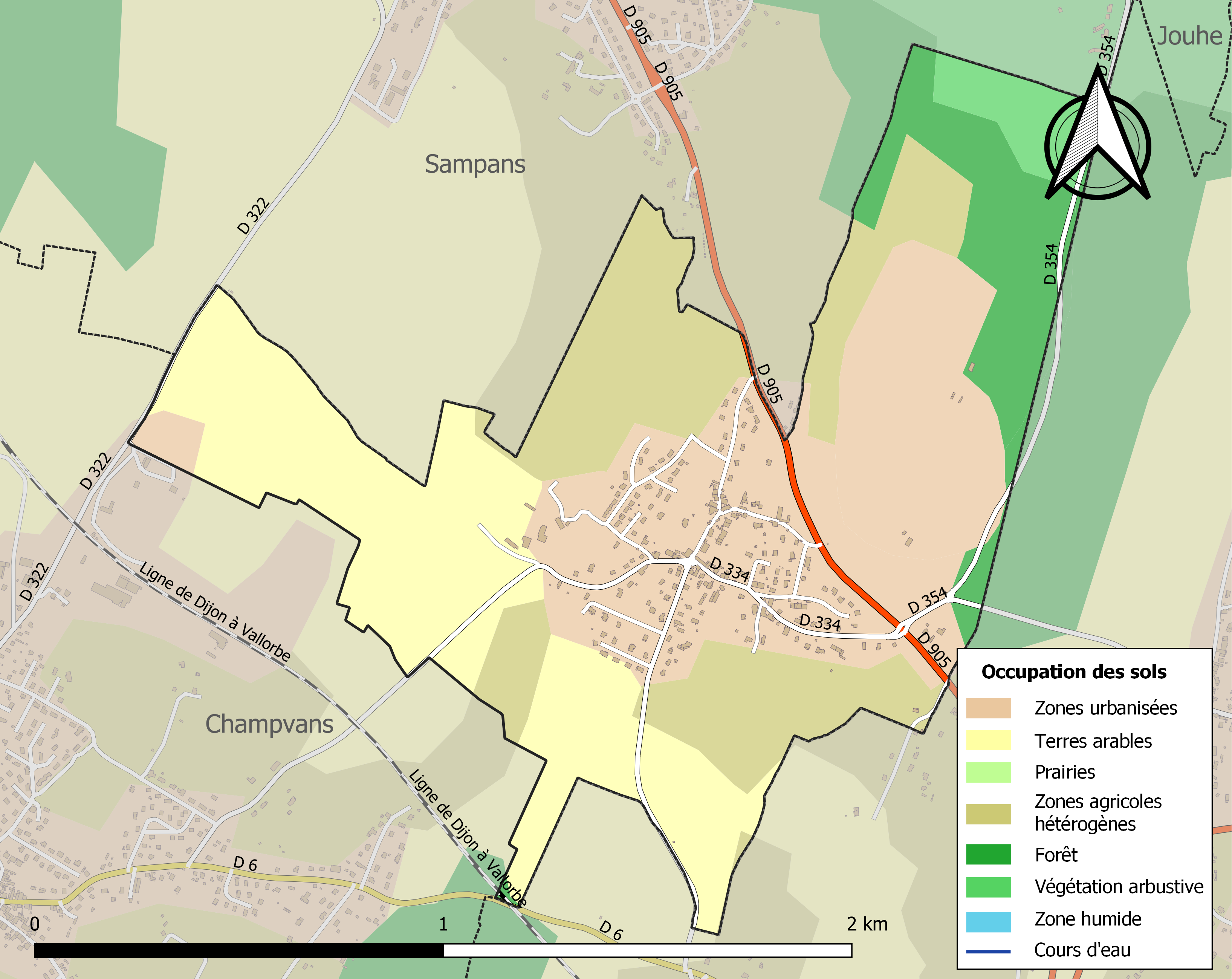
Kaart van de gemeente met de belangrijkste infrastructuur, bodemgebruik en omliggende gemeenten

## Demografie
Onderstaande figuur toont het verloop van het inwonertal (bron: INSEE-tellingen).